# جاسر بن عبد الله الجاسر
جاسر بن عبد الله الجاسر؛ إعلامي وكاتب ومحلل سياسي سعودي، ولد في مكة المكرمة عام 1965م (1386هـ). تولى العديد من المناصب الإعلامية من أبرزها تعيينه مديراً لقناة الإخبارية السعودية عام 2015، وتوليه رئاسة تحرير عدد من الصحف أبرزها صحيفة الوطن السعودية عام 2010، وصحيفة الشرق السعودية عام 2013.

## التعليم
- حاصل على البكالوريوس في الكيمياء الحيوية من جامعة الملك سعود.[6]

## العمل
- كلف بالعمل مستشاراً لوزارة الثقافة والإعلام في مارس 2018.
- مدير قناة الإخبارية السعودية من يونيو 2015 إلى مارس 2018.[7]
- نائب مدير قناة قناة الإخبارية.
- مدير عام قناة الاقتصادية.
- رئيس تحرير صحيفة الشرق السعودية من فبراير 2013 إلى يناير 2014.[4]
- تولى منصب نائب رئيس تحرير برنامج الثامنة الذي قدمه داوود الشريان على قناة MBC.
- كلف برئاسة تحرير صحيفة الوطن السعودية في أكتوبر عام 2010 إلى عام 2011.[8]
- عمل نائباً لرئيس تحرير صحيفة الوطن السعودية.[9]
- عمل مديراً لتحرير صحيفة إيلاف.
- عمل مديراً لتحرير صحيفة الحياة.[10]
- عمل في مجلة الرجل.[11]
- عمل في المختبر العسكري المركزي وبنك الدم كمتدرب على رأس العمل

## إصدارات
(إنتاج الوهم أو عباءة الثقافة) صدر عن نادي جدة الأدبي عام 2013.